# دستي كوكي
دستي كوكي (بالإنجليزية: Dusty Cooke) هو لاعب كرة قاعدة أمريكي، ولد في 23 يونيو 1907 في سويبسونفيل في الولايات المتحدة، وتوفي في 21 نوفمبر 1987 في رالي في الولايات المتحدة.

## وصلات خارجية
- دستي كوكي على موقع دوري كرة القاعدة الرئيسي (الإنجليزية)
- دستي كوكي على موقعبيزبول رفرنس.كوم (الدوري الرئيسي) (الإنجليزية)
- دستي كوكي على موقع إي إس بي إن.كوم (أم.أل.بي) (الإنجليزية)
- دستي كوكي على موقع مشجعي الرسوم البيانية (الإنجليزية)